# Picó de l'Hedra
El Picó de l'Hedra és una muntanya de 1.007 metres que es troba al municipi d'Àger, a la comarca catalana de la Noguera.